# Zdravstvena pismenost
Zdravstvena pismenost pomeni funkcionalno pismenost v zvezi z zdravjem in opredeljuje veščine in znanja, potrebna za razumevanje bolezni in zdravljenja, ter zmožnost učinkovite orientacije in delovanja znotraj zdravstvenega sistema. Gre za posameznikovo sposobnost, da prejema, obdeluje in razume osnovne zdravstvene informacije in potrebne storitve, da lahko sprejme ustrezne odločitve v zvezi s svojim zdravjem.
Za dobro zdravstveno pismenost mora posameznik dobro obvladati veščine branja, poslušanja, analitičnega sklepanja in odločanja v situacijah, povezanih z zdravjem. Dobra zdravsvena pismenost zajema, na primer, razumevanje navodil za uporabo zdravil, brošur z informacijami za bolnike, zdravnikovih napotkov, pravic v zapletenem zdravstvenem sistemu ipd.

## Zgodovina
Zdravstvena pismenost se je kot koncept prvič pojavila sredi sedemdesetih let dvajsetega stoletja, šele v zadnjih dveh desetletjih pa se teoretična in empirična dela sistematično usmerjajo na probleme, povezane z zdravstveno pismenostjo. Zdravstvena pismenost se je skozi čas razvijala v smeri od pretežno medicinskega koncepta k javnozdravstvenemu in zdravstvenovzgojnemu konceptu.

## Vpliv na zdravje
Nekateri viri navajajo, da je zdravstvena pismenost močnejši napovedni dejavnik posameznikovega zdravstvenega stanja kot njegovi starost, prihodki, status zaposlenosti, stopnja izobrazbe in rasa. Visoka stopnja zdravstvene pismenosti je povezana z izboljšanimi sposobnostmi samooskrbe populacije, z ustreznejšim nadzorom in obvladovanjem kroničnih bolezni, z večjo dostopnostjo in ustreznejšo uporabo zdravstvenih storitev, z nižjimi stroški delovanja zdravstvenega sistema, tudi zaradi manjše uporabe dragih storitev, in z boljšimi zdravstvenimi izidi.